# Adolf Hillman
Adolf Hillman, född 4 april 1844 i Gävle, död 5 oktober 1933 i Stockholm, var en svensk litteraturhistoriker, redaktör, skriftställare och översättare.

## Biografi
Hillman, som var son till grosshandlare Adolf F. Hillman, studerade språk, konst- och litteraturhistoria vid Uppsala universitet 1865–1873 och i Paris 1868, var spansk vicekonsul i Söderhamn från 1875 och spansk konsul där 1898–1900, tillika rysk vicekonsul 1880–1900. Åren 1878–1884 var han medarbetare i Söderhamns Tidning och intill 1883 dess verklige ledare. Han blev 1895 korresponderande ledamot av Spanska Akademien och var 1904–1907 ordförande i Mazerska kvartettsällskapet. Från 1900 var han bosatt i Stockholm. 
Hillman skrev uppsatser om svensk litteratur i spanska tidskrifter och om spansk litteratur i svenska tidskrifter samt en stor mängd biografier över spanska författare i Nordisk familjeboks andra upplaga. Han översatte bland annat spanska romaner samt från latin Samuel von Pufendorfs Sju böcker om konung Carl X Gustafs bragder (1913–1915). Som musikskriftställare utarbetade han monografierna Mozart (1917), Brahms (1918), Felix Mendelssohn-Bartholdy (1919), de två vägröjande arbetena Kammarmusiken och dess mästare intill 1800-talets början (1918) och Franz Berwald (1920), vidare Chopin (1920) och Schubert (1922), varjämte han översatte Paul Bekkers Beethoven (1916) och Julius Kapps Liszt (1918).

### Privatliv
Adolf Hillman var son till grosshandlaren Adolf Ferdinand Hillman och Christina Maria, född Brolin. Från 1899 var han gift med teckningsläraren Lovisa Brandell.
Han är begravd på Norra begravningsplatsen utanför Stockholm.